# Német László
Német László SVD (szerb: Ладислав Немет) (Hódság, 1956. szeptember 7. –) a katolikus egyház szerbiai magyar prelátusa, 2008 és 2022 között nagybecskereki püspök, 2022 novembere óta Belgrád metropolita érseke. 2024. december 7-én Ferenc pápa bíborossá kreálta, ezzel ő lett az első szerbiai kardinális.
Német Ferenc pápa progresszív irányvonalat képviselő politikájának támogatói közé tartozik. Kritizálta a magyar katolikus egyházat, amely szerinte nem szólal fel a migránsokért, az LMBTQ-jogokért és az újraházasodottak jogaiért. Problémának nevezte az állam és egyház összefonódását is.

## Tanulmányai, pályafutása kezdete
Szabadkán érettségizett, majd 1977-ben belépett az Isteni Ige Társaságába (Societas Verbi Divini), azaz a verbita missziós szerzetesrendbe. Felsőfokú szerzetesi, filozófiai, teológiai tanulmányait a lengyelországi Pienieznóban végezte. 1982. szeptember 8-án tett szerzetesi örökfogadalmat Pienieznoban, majd 1983. május 1-én szentelték pappá szülőfalujában.
Magyarul, szerbül, angolul, németül, lengyelül, olaszul és horvátul beszél.
1983 és 1985 között Jugoszláviában működött, majd 1987-ig Rómában folytatott tanulmányokat. 1987-től 1990-ig egyetemi lelkész volt a Fülöp-szigeteken, majd 1993-tól a lengyelországi rendi főiskolán tanított. 1994-ben dogmatikai doktorátust szerzett a római Gregoriana Pápai Egyetemen. Ezután 2000-ig dogmatikát tanított Ausztriában, a mödlingi rendi Filozófiai-teológiai Főiskolán. 2000-től 2004-ig az Apostoli Szentszék nemzetközi szervezetek mellett működő bécsi állandó képviseletén teljesített szolgálatot.
2004 és 2007 között a verbita rend magyarországi tartományfőnöke volt. 2006. július 15-én a Magyar Katolikus Püspöki Konferencia titkárává választották, ezt a posztot 2008-ig töltötte be. Emellett 1996-tól tanít Zágrábban, a Jezsuita Filozófiai Karon, valamint 2002-től a Sapientia Szerzetesi Hittudományi Főiskola Fundamentális Tanszékén tart missziólogiai kurzusokat. Több könyv és tanulmány szerzője.

## Püspökként
2008. április 23-án XVI. Benedek pápa nagybecskereki megyés püspökké nevezte ki. Püspökké szentelték 2008. július 5-én a nagybecskereki székesegyházban.
2016-tól a Szent Cirill és Metód Nemzetközi Püspöki Konferencia elnöke. Második elnöki ciklusát 2021-ben kezdte meg. 2021. szeptemberétől az Európai Püspöki Konferenciák Tanácsának (Consilium Conferentiarum Episcoporum Europae – CCEE) első alelnöke.

## Bíboros érsekként
Ferenc pápa 2022. november 5-én belgrádi metropolita érsekké nevezte ki. December 10-én a belgrádi székesegyházban iktatták be a szerb főváros érseki székébe.
Német Belgrád politikai és etnikai történelmének szempontjából a következőképpen jellemezte kinevezésének jelentőségét: „104 év után ebben az épületben, ahol Belgrád érseke lakik, és amely korábban az Osztrák–Magyar Monarchia nagykövetsége volt, egy magyar fog ismét élni”. Belgrádi hivatalába lépve értékelte az előtte álló etnikai-vallási kérdéseket. A horvát katolikus egyház és a szerb ortodox egyház között régóta fennálló vitát „az ő problémájuknak, nem a miénknek” minősítette. Azt mondta, hogy a szerb katolicizmusnak, amely 70%-ban magyar és 30%-ban egyéb nemzetiséghez tartozó szlávokból áll, érvényesítenie kell saját identitását és fel kell fedeznie a benne rejlő lehetőségeket. Rámutatott, hogy a szerbiai fiatal római katolikusok szerbül beszélnek, és elidegenítőnek találják a horvát vagy magyar nyelvű liturgikus szövegekre való támaszkodást.
Amikor a Vatikán 2023 decemberében iránymutatást adott, amely lehetővé tette a papok számára az azonos nemű párok megáldását, a kelet-európai prelátusok reakciója nagyrészt negatív volt, azonban Nemet támogatta a kezdeményezést. Azt mondta, hogy magát az azonos neműek kapcsolatát nem lehet megáldani, de ha azonos nemű pár áldást kér, az azt jelenti, hogy a világ „gyorsabban fedezi fel az igazságokat, mint mi a bibliai kinyilatkoztatás és hagyomány alapján”.
Ferenc pápa 2024. október 6-án bejelentette, hogy folyó év december 8-án bíborossá kreálja, melyre végül a 2024. december 7-i konzisztóriumon került sor.
2025 márciusában interjút adott Gulyás Mártonnak és a Népszavának. Többek között bocsánatot kért az egyház áldozataitól, valamint kifejtette álláspontját, hogy szerinte miért veszti el híeit az egyház. A bíboros éleménye szerint egyrészről az intézményesített egyházból való kiábrándulás, az állam és egyház összefonódása, másrészről szerinte az egyház nem tesz eleget, nem szólal fel olyan ügyekben, mint a menekültválság, a szexuális kisebbségek és az újraházasodottak jogai.
Német választó bíborosként részt vett a 2025-ös pápai konklávén, amely megválasztotta XIV. Leó pápát.

## Tisztségei
Fontosabb tisztségei:
- 1987–1990: Lelkész a Fülöp-szigeteken
- 2000–2004: Az Apostoli Szentszék állandó nemzetközi képviselője Bécsben
- 2004–2007: A verbita rend tartományfőnöke Magyarországon
- 2006–2008: A Magyar Katolikus Püspöki Konferencia főtitkára
- 2008–2022: A Nagybecskereki egyházmegye püspöke
- 2016–jelenleg: A Szent Cirill és Metód Nemzetközi Püspöki Konferencia elnöke.
- 2021–jelenleg: Az Európai Püspöki Konferenciák Tanácsának alelnöke
- 2022–jelenleg: Belgrád érseke és metropolitája

## Főbb művei
- A teremtett világ igézetében. Szerdahelyi Csongor beszélgetése Német László nagybecskereki püspökkel; Szent István Társulat, Bp., 2010 (Pásztorok)
- Német László–Csiszár Klára: Gyógyító szeretet. Bevezetés a katolikus missziológiába; Szent István Társulat, Bp., 2022